# Renneville, Ardennes

Renneville este o comună în departamentul Ardennes din nordul Franței. În 1 ianuarie 2022 avea o populație de 192 de locuitori.